# Flygsignal

Flygsignal uppspikad på träpinnar som är nedslagna i marken.

En flygsignal, ofta bara signal, är en tydlig, från luften lätt identifierbar, markering på marken, oftast med kända koordinater, som används som stödpunkt (referenspunkt) vid flygfotografering för kartframställning.
Signaler används som stödpunkter dels för att knyta ihop bilder i en bildserie med varandra och dels för att knyta ur bilderna fotogrammetriskt inmätta detaljers lägen till ett koordinatsystem.  Ibland förekommer det även att de används för att markera detaljer som skall mätas in, men är svåra att se i flygbilderna.  Sådana detaljer kan till exempel vara gatubrunnar och brandposter.
Den i Sverige vanligast förekommande signalen är en vit kvadrat, ofta målad på marken, som är 3 till 5 decimeter i sida beroende på flyghöjd.  Ju större flyghöjd, desto större signal behövs det för att den skall synas i flygbilderna.  Ofta är den vita signalen försedd med en bred svart kant för att öka kontrasten så att den ska synas bättre i flygbilderna.